# Marcel Aregger
Marcel Aregger (Unterägeri, 26 agosto 1990) è un ex ciclista su strada svizzero, professionista dal 2013 al 2016.

## Palmarès

### Strada
- 2011 (Price-Custom Bikes, una vittoria)

Campionati svizzeri, Prova in linea Under-23
- 2012 (Atlas Personal, una vittoria)

Giro del Mendrisiotto

## Piazzamenti

### Grandi Giri
- Vuelta a España

2014: 117º
2015: 106º

### Classiche monumento
- Parigi-Roubaix

2014: ritirato

### Competizioni mondiali
- Campionati del mondo su strada

Copenaghen 2011 - In linea Under-23: 18º
Valkenburg 2012 - In linea Under-23: 63º

### Competizioni europee
- Campionati europei

Offida 2011 - In linea Under-23: 11º
Goes 2012 - In linea Under-23: 23º